# Риволи Веронезе
Риволи Веронезе (итал. Rivoli Veronese) је насеље у Италији у округу Верона, региону Венето.
Према процени из 2011. у насељу је живело 626 становника. Насеље се налази на надморској висини од 194 м.

## Становништво
Према резултатима пописа становништва 2011. у општини је живело 2.127 становника.
| 1931. | 1936. | 1951. | 1961. | 1971. | 1981. | 1991. | 2001. | 2011. |
| ----- | ----- | ----- | ----- | ----- | ----- | ----- | ----- | ----- |
| 1.739 | 1.586 | 1.894 | 1.751 | 1.539 | 1.623 | 1.741 | 1.980 | 2.127 |

## Партнерски градови
- Venerque